# Asura camerunensis
Asura camerunensis là một loài bướm đêm thuộc phân họ Arctiinae, họ Erebidae.